# Leucantheminae
 Leucantheminae   Bremer & Humphries, 1993 è una sottotribù di piante angiosperme dicotiledoni della famiglia delle Asteraceae (sottofamiglia Asteroideae e tribù Anthemideae/clade  Mediterranean clade).

## Etimologia
Il nome della sottotribù deriva dal suo genere più importante Leucanthemum Miller che a sua volta deriva da due parole greche ”leucantha” (= bianco) e ”anthemon” (= fiore) e fa riferimento al colore dei fiori. Storicamente la prima documentazione di questo nome deriva da Dioscoride (Anazarbe, 40 circa – 90 circa), medico, botanico e farmacista greco antico che esercitò a Roma ai tempi dell'imperatore Nerone, per una pianta non meglio identificata (probabilmente appartenente al genere Chrysanthemum).

Il nome scientifico di questo gruppo è stato definito per la prima volta dai botanici Kaare Bremer  (1947 - 2009) e Christopher John Humphries  (1947-2009) nella pubblicazione "Bulletin of the Natural History Museum. Botany series. London - 23 (2):. 136" del 1993.

## Descrizione

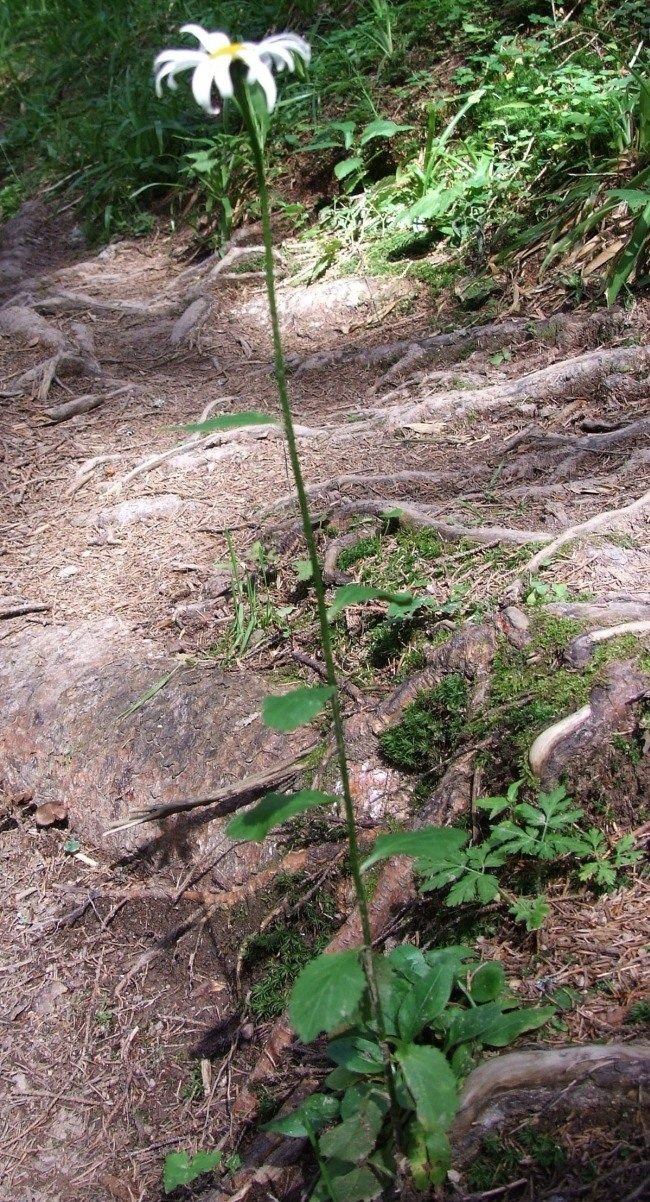
Il portamento
Lecanthemum rotundifolium

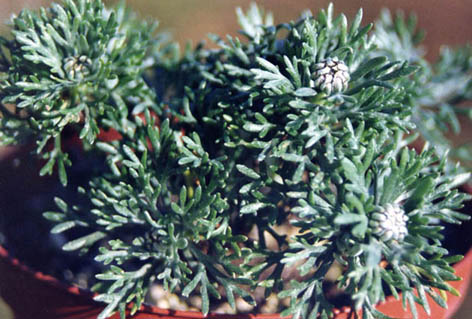
Le foglie
Rhodanthemum hosmariense

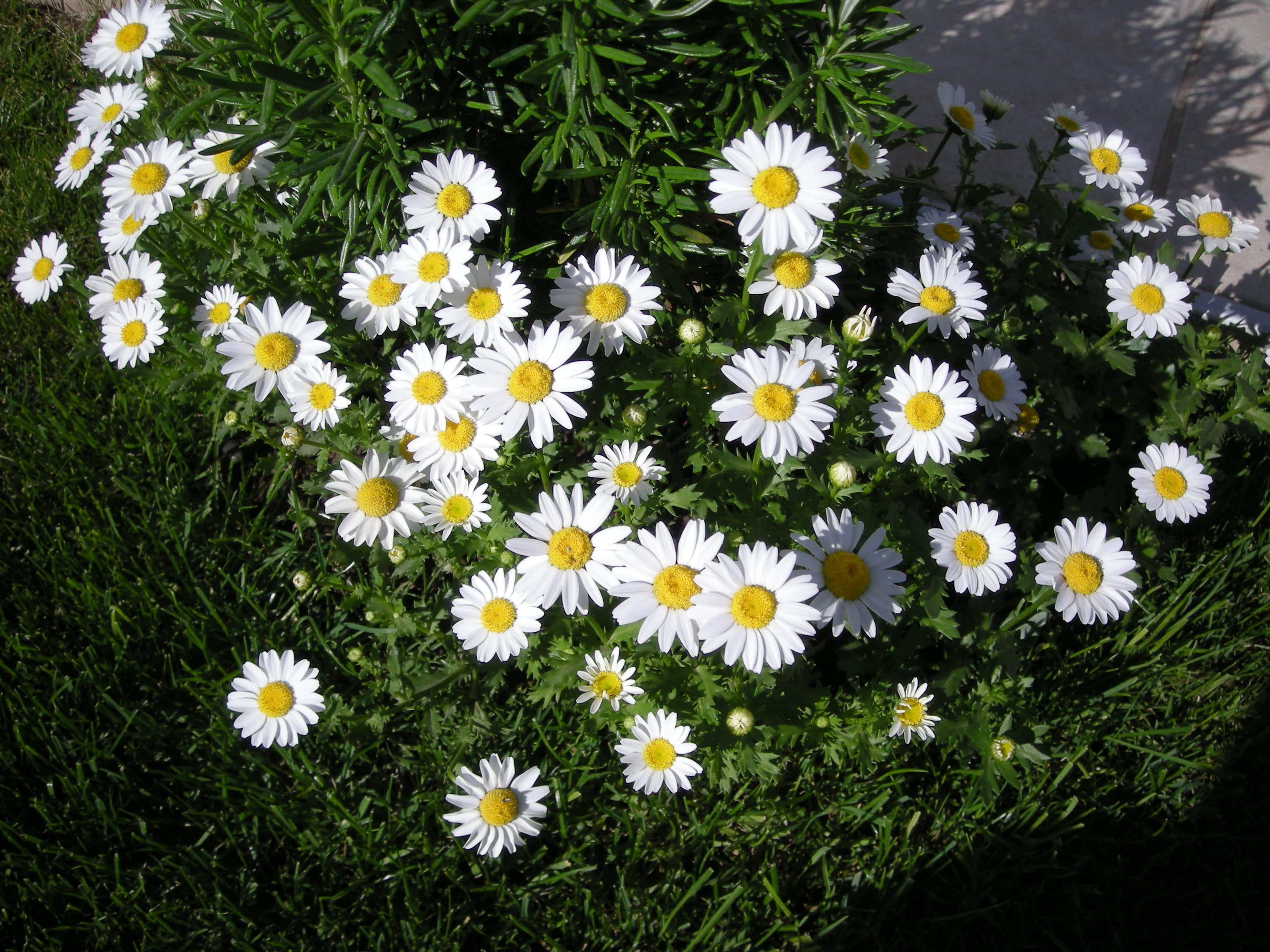
Infiorescenza
Mauranthemum paludosum

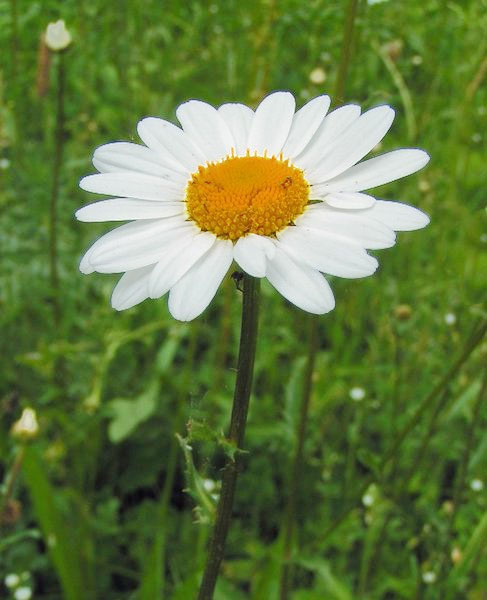
I fiori
Leucanthemum ircutianum

Portamento. Le specie di questa sottotribù sono erbe annuali o perenni, ma anche arbusti (Leucanthemum, Plagius e Rhodanthemum) oppure hanno forme biologiche tipo suffruticose (Plagius). L'indumento è assente o formato da peli basifissi
Fusto. La parte aerea in genere è eretta, semplice o ramosa. 
Foglie. Le foglie sono disposte in modo alterno con lamina intera o lobata (fino a 3-pennatosette). Quelle basali possono essere disposte in modo opposto (Chlamydophora). I bordi sono seghettato-dentati. La consistenza in alcune specie è succulenta. In alcuni generi sono presenti anche delle rosette basali (Rhodanthemum).
Infiorescenza. Le sinflorescenze sono formate da capolini solitari (o talvolta in lassi corimbi come in Coleostephus). Le infiorescenze vere e proprie sono composte da un capolino terminale peduncolato di tipo radiato, in alcuni casi discoide. I capolini sono formati da un involucro, con forme da emisferiche/campanulate a meniscoidi, composto da diverse brattee, al cui interno un ricettacolo fa da base ai fiori di due tipi: fiori del raggio e fiori del disco. Le brattee, piatte, a consistenza erbacea, con margini scariosi chiari o scuri, sono disposte in modo più o meno embricato su più serie (da 3 a 5). Il ricettacolo, da emisferico a conico, è privo di pagliette.
Fiori.  I fiori sono tetra-ciclici (formati cioè da 4 verticilli: calice – corolla – androceo – gineceo) e pentameri (calice e corolla formati da 5 elementi). Si distinguono in:
- fiori del raggio (esterni): sono femminili, fertili e sono disposti su una serie; la forma è ligulata (zigomorfa); a volte possono mancare o essere sterili;
- fiori del disco (centrali): sono più numerosi con forme brevemente tubulose (attinomorfe); sono ermafroditi (o funzionalmente maschili).

- Formula fiorale:

*/x K {\displaystyle \infty }, [C (5), A (5)], G 2 (infero), achenio
- Calice: i sepali del calice sono ridotti ad una coroncina di squame.

- Corolla:

- fiori del raggio: la forma della corolla alla base è più o meno tubulosa-imbutiforme, mentre all'apice è ligulata; la ligula può terminare con alcuni denti; il colore in genere è bianco o rosso (Rhodanthemum);
- fiori del disco: la forma è tubulare bruscamente divaricata in 4-5 lobi; i lobi, patenti o eretti, hanno una forma deltata o più o meno lanceolata; i colori sono giallo e rosso. In alcune specie (Glossopappus) la corolla tubulosa è lievemente zigomorfa per la presenza di appendici allungate in due lobi.

- Androceo: l'androceo è formato da 5 stami (alternati ai lobi della corolla) sorretti da filamenti generalmente liberi a forma di balaustra; gli stami sono connati e formano un manicotto circondante lo stilo. Le antere possono essere sia di tipo basifissa che medifissa. Il tessuto endoteciale (rivestimento interno dell'antera) non è polarizzato. Il polline è sferico con un diametro medio di circa 25 micron;  è tricolporato (con tre aperture sia di tipo a fessura che tipo isodiametrica o poro) ed è echinato (con punte sporgenti).

- Gineceo: l'ovario è infero uniloculare formato da 2 carpelli. Lo stilo (il recettore del polline) è profondamente bifido (con due stigmi divergenti) e con le linee stigmatiche marginali separate o contigue. I due bracci dello stilo hanno una forma troncata e possono essere papillosi o ricoperti da ciuffi di peli.

Frutti. I frutti sono degli acheni con sezione trasversale ellissoide o circolare, con diverse nervature longitudinali e con apice arrotondato e ricoperto a una coroncina di squame (ma spesso la sommità è nuda). Nei solchi tra le coste sono presenti dei canali di resina e vari fasci vascolari mucillaginiferi. In alcuni generi (Chrysanthoglossum) gli acheni sono dimorfici: quelli dei fiori del raggio sono dorsoventralmente compressi; gli acheni dei fiori del disco hanno una forma obovoide con 10 coste.
Alcuni dati sulla struttura dell'infiorescenza
| Genere            | Tipo capolino    | Numero righe dell'involucro | Numero lobi della corolla | Numero coste dell'achenio |
| ----------------- | ---------------- | --------------------------- | ------------------------- | ------------------------- |
| Chlamydophora     | discoidi         | 3 - 4                       | 4 - 5                     | 10                        |
| Chrysanthoglossum | radiato          | 4                           | 5                         | circa 10                  |
| Coleostephus      | radiato          | 4                           | 5                         | 10                        |
| Glossopappus      | radiato          | 4                           | 5                         | 10                        |
| Leucanthemum      | radiato/discoide | 4 - 5                       | 5                         | 10                        |
| Mauranthemum      | radiato          | 3 - 4                       | 5                         | circa 10                  |
| Plagius           | discoide         | 3 - 4                       | 5                         | 10                        |
| Rhodanthemum      | radiato          | 3 - 5                       | 5                         | 5 - 10                    |

## Biologia
Impollinazione: l'impollinazione avviene tramite insetti (impollinazione entomogama tramite farfalle diurne e notturne).

Riproduzione: la fecondazione avviene fondamentalmente tramite l'impollinazione dei fiori (vedi sopra).

Dispersione: i semi (gli acheni) cadendo a terra sono successivamente dispersi soprattutto da insetti tipo formiche (disseminazione mirmecoria). In questo tipo di piante avviene anche un altro tipo di dispersione: zoocoria. Infatti gli uncini delle brattee dell'involucro (se presenti) si agganciano ai peli degli animali di passaggio disperdendo così anche su lunghe distanze i semi della pianta. Inoltre per merito del pappo (se presente) il vento può trasportare i semi anche a distanza di alcuni chilometri (disseminazione anemocora).

## Distribuzione e habitat
Le specie di questo gruppo sono distribuite soprattutto nell'area mediterranea. Nella tabella sottostante sono indicate in dettaglio le distribuzioni relative ai vari generi della sottotribù. L'habitat tipicamente è quello temperato.

## Sistematica
La famiglia di appartenenza di questa voce (Asteraceae o Compositae, nomen conservandum) probabilmente originaria del Sud America, è la più numerosa del mondo vegetale, comprende oltre 23.000 specie distribuite su 1.535 generi, oppure 22.750 specie e 1.530 generi secondo altre fonti (una delle checklist più aggiornata elenca fino a 1.679 generi). La famiglia attualmente (2021) è divisa in 16 sottofamiglie; la sottofamiglia Asteroideae è una di queste e rappresenta l'evoluzione più recente di tutta la famiglia.

### Filogenesi
Il gruppo di questa voce è descritto nella tribù Anthemideae, una delle 21 tribù della sottofamiglia Asteroideae). Da un punto di vista filogenetico, la tribù Anthemideae fa parte del supergruppo (o sottofamiglia) "Asteroideae grade"; l'altro è il supergruppo "Non-Asteroideae" contenente il resto delle sottofamiglie delle Asteraceae. All'interno del supergruppo è vicina alle tribù Senecioneae, Calenduleae, Gnaphalieae e Astereae.
In base alle ultime ricerche nella tribù sono stati individuati (provvisoriamente) 4 principali lignaggi (o cladi): "Southern hemisphere grade", "Asian-southern African grade", "Eurasian grade" e "Mediterranean clade". La sottotribù di questa voce è compresa nel "Mediterranean clade". La circoscrizione di questo gruppo poggia principalmente sull'anatomia del frutto achenio (vedi tabella più sopra).
Anche se la circoscrizione della sottotribù in base ai dati morfologici è ben definita, non altrettanto si può dire in base ai dati forniti dalle analisi molecolari. In particolare l'apomorfismo dell'anatomia dell'achenio risulta spesso al di fuori del clade morfologico. Alcuni studi propongono, come alternativa, l'inclusione dei generi come Daveaua, Otospermum e Heteromera (inclusi in questa descrizione della sottotribù). Una possibile spiegazione può essere che i tre generi citati siano un gruppo parafiletico che ha dato origine alle Leucantheminae con i suoi acheni anatomicamente specializzati.
Il cladogramma a lato (estratto dallo studio citato e semplificato) costruito sull'analisi molecolare di alcune specie della sottotribù propone una possibile configurazione filogenetica di questa sottotribù. Nel grafico sono stati inseriti anche i tre generi Daveaua, Otospermum e Heteromera a causa dei quali si vede chiaramente la parafilia del gruppo (in base al tipo di DNA analizzato sono possibili altre strutture filogenetiche).
|  | Heteromera |
|  |            |
|  | Otospermum |
|  |            |

|  | \| \| Daveaua \| \| \| \| \| \| Coleostephus \| \| \| \| |
|  |                                                          |
|  | Plagius                                                  |
|  |                                                          |
|  | Daveaua                                                  |
|  |                                                          |
|  | Coleostephus                                             |
|  |                                                          |

|  | Daveaua      |
|  |              |
|  | Coleostephus |
|  |              |

|  | Glossopappus |
|  |              |
|  | Mauranthemum |
|  |              |

|  | \| \| Daveaua \| \| \| \| \| \| Coleostephus \| \| \| \| |
|  |                                                          |
|  | Plagius                                                  |
|  |                                                          |
|  | Daveaua                                                  |
|  |                                                          |
|  | Coleostephus                                             |
|  |                                                          |

|  | Daveaua      |
|  |              |
|  | Coleostephus |
|  |              |

|  | Glossopappus |
|  |              |
|  | Mauranthemum |
|  |              |

|  | \| \| Daveaua \| \| \| \| \| \| Coleostephus \| \| \| \| |
|  |                                                          |
|  | Plagius                                                  |
|  |                                                          |
|  | Daveaua                                                  |
|  |                                                          |
|  | Coleostephus                                             |
|  |                                                          |

|  | Daveaua      |
|  |              |
|  | Coleostephus |
|  |              |

|  | Glossopappus |
|  |              |
|  | Mauranthemum |
|  |              |

|  | \| \| Daveaua \| \| \| \| \| \| Coleostephus \| \| \| \| |
|  |                                                          |
|  | Plagius                                                  |
|  |                                                          |
|  | Daveaua                                                  |
|  |                                                          |
|  | Coleostephus                                             |
|  |                                                          |

|  | Daveaua      |
|  |              |
|  | Coleostephus |
|  |              |

|  | Glossopappus |
|  |              |
|  | Mauranthemum |
|  |              |

|  | \| \| Daveaua \| \| \| \| \| \| Coleostephus \| \| \| \| |
|  |                                                          |
|  | Plagius                                                  |
|  |                                                          |
|  | Daveaua                                                  |
|  |                                                          |
|  | Coleostephus                                             |
|  |                                                          |

|  | Daveaua      |
|  |              |
|  | Coleostephus |
|  |              |

|  | Glossopappus |
|  |              |
|  | Mauranthemum |
|  |              |

|  | \| \| Daveaua \| \| \| \| \| \| Coleostephus \| \| \| \| |
|  |                                                          |
|  | Plagius                                                  |
|  |                                                          |
|  | Daveaua                                                  |
|  |                                                          |
|  | Coleostephus                                             |
|  |                                                          |

|  | Daveaua      |
|  |              |
|  | Coleostephus |
|  |              |

|  | Glossopappus |
|  |              |
|  | Mauranthemum |
|  |              |

|  | \| \| Daveaua \| \| \| \| \| \| Coleostephus \| \| \| \| |
|  |                                                          |
|  | Plagius                                                  |
|  |                                                          |
|  | Daveaua                                                  |
|  |                                                          |
|  | Coleostephus                                             |
|  |                                                          |

|  | Daveaua      |
|  |              |
|  | Coleostephus |
|  |              |

|  | Glossopappus |
|  |              |
|  | Mauranthemum |
|  |              |

|  | \| \| Daveaua \| \| \| \| \| \| Coleostephus \| \| \| \| |
|  |                                                          |
|  | Plagius                                                  |
|  |                                                          |
|  | Daveaua                                                  |
|  |                                                          |
|  | Coleostephus                                             |
|  |                                                          |

|  | Daveaua      |
|  |              |
|  | Coleostephus |
|  |              |

|  | Glossopappus |
|  |              |
|  | Mauranthemum |
|  |              |

|  | Heteromera |
|  |            |
|  | Otospermum |
|  |            |

|  | \| \| Daveaua \| \| \| \| \| \| Coleostephus \| \| \| \| |
|  |                                                          |
|  | Plagius                                                  |
|  |                                                          |
|  | Daveaua                                                  |
|  |                                                          |
|  | Coleostephus                                             |
|  |                                                          |

|  | Daveaua      |
|  |              |
|  | Coleostephus |
|  |              |

|  | Glossopappus |
|  |              |
|  | Mauranthemum |
|  |              |

|  | \| \| Daveaua \| \| \| \| \| \| Coleostephus \| \| \| \| |
|  |                                                          |
|  | Plagius                                                  |
|  |                                                          |
|  | Daveaua                                                  |
|  |                                                          |
|  | Coleostephus                                             |
|  |                                                          |

|  | Daveaua      |
|  |              |
|  | Coleostephus |
|  |              |

|  | Glossopappus |
|  |              |
|  | Mauranthemum |
|  |              |

|  | \| \| Daveaua \| \| \| \| \| \| Coleostephus \| \| \| \| |
|  |                                                          |
|  | Plagius                                                  |
|  |                                                          |
|  | Daveaua                                                  |
|  |                                                          |
|  | Coleostephus                                             |
|  |                                                          |

|  | Daveaua      |
|  |              |
|  | Coleostephus |
|  |              |

|  | Glossopappus |
|  |              |
|  | Mauranthemum |
|  |              |

|  | \| \| Daveaua \| \| \| \| \| \| Coleostephus \| \| \| \| |
|  |                                                          |
|  | Plagius                                                  |
|  |                                                          |
|  | Daveaua                                                  |
|  |                                                          |
|  | Coleostephus                                             |
|  |                                                          |

|  | Daveaua      |
|  |              |
|  | Coleostephus |
|  |              |

|  | Glossopappus |
|  |              |
|  | Mauranthemum |
|  |              |

|  | \| \| Daveaua \| \| \| \| \| \| Coleostephus \| \| \| \| |
|  |                                                          |
|  | Plagius                                                  |
|  |                                                          |
|  | Daveaua                                                  |
|  |                                                          |
|  | Coleostephus                                             |
|  |                                                          |

|  | Daveaua      |
|  |              |
|  | Coleostephus |
|  |              |

|  | Glossopappus |
|  |              |
|  | Mauranthemum |
|  |              |

|  | \| \| Daveaua \| \| \| \| \| \| Coleostephus \| \| \| \| |
|  |                                                          |
|  | Plagius                                                  |
|  |                                                          |
|  | Daveaua                                                  |
|  |                                                          |
|  | Coleostephus                                             |
|  |                                                          |

|  | Daveaua      |
|  |              |
|  | Coleostephus |
|  |              |

|  | Glossopappus |
|  |              |
|  | Mauranthemum |
|  |              |

|  | \| \| Daveaua \| \| \| \| \| \| Coleostephus \| \| \| \| |
|  |                                                          |
|  | Plagius                                                  |
|  |                                                          |
|  | Daveaua                                                  |
|  |                                                          |
|  | Coleostephus                                             |
|  |                                                          |

|  | Daveaua      |
|  |              |
|  | Coleostephus |
|  |              |

|  | Glossopappus |
|  |              |
|  | Mauranthemum |
|  |              |

|  | \| \| Daveaua \| \| \| \| \| \| Coleostephus \| \| \| \| |
|  |                                                          |
|  | Plagius                                                  |
|  |                                                          |
|  | Daveaua                                                  |
|  |                                                          |
|  | Coleostephus                                             |
|  |                                                          |

|  | Daveaua      |
|  |              |
|  | Coleostephus |
|  |              |

|  | Glossopappus |
|  |              |
|  | Mauranthemum |
|  |              |

|  | Heteromera |
|  |            |
|  | Otospermum |
|  |            |

|  | \| \| Daveaua \| \| \| \| \| \| Coleostephus \| \| \| \| |
|  |                                                          |
|  | Plagius                                                  |
|  |                                                          |
|  | Daveaua                                                  |
|  |                                                          |
|  | Coleostephus                                             |
|  |                                                          |

|  | Daveaua      |
|  |              |
|  | Coleostephus |
|  |              |

|  | Glossopappus |
|  |              |
|  | Mauranthemum |
|  |              |

|  | \| \| Daveaua \| \| \| \| \| \| Coleostephus \| \| \| \| |
|  |                                                          |
|  | Plagius                                                  |
|  |                                                          |
|  | Daveaua                                                  |
|  |                                                          |
|  | Coleostephus                                             |
|  |                                                          |

|  | Daveaua      |
|  |              |
|  | Coleostephus |
|  |              |

|  | Glossopappus |
|  |              |
|  | Mauranthemum |
|  |              |

|  | \| \| Daveaua \| \| \| \| \| \| Coleostephus \| \| \| \| |
|  |                                                          |
|  | Plagius                                                  |
|  |                                                          |
|  | Daveaua                                                  |
|  |                                                          |
|  | Coleostephus                                             |
|  |                                                          |

|  | Daveaua      |
|  |              |
|  | Coleostephus |
|  |              |

|  | Glossopappus |
|  |              |
|  | Mauranthemum |
|  |              |

|  | \| \| Daveaua \| \| \| \| \| \| Coleostephus \| \| \| \| |
|  |                                                          |
|  | Plagius                                                  |
|  |                                                          |
|  | Daveaua                                                  |
|  |                                                          |
|  | Coleostephus                                             |
|  |                                                          |

|  | Daveaua      |
|  |              |
|  | Coleostephus |
|  |              |

|  | Glossopappus |
|  |              |
|  | Mauranthemum |
|  |              |

|  | \| \| Daveaua \| \| \| \| \| \| Coleostephus \| \| \| \| |
|  |                                                          |
|  | Plagius                                                  |
|  |                                                          |
|  | Daveaua                                                  |
|  |                                                          |
|  | Coleostephus                                             |
|  |                                                          |

|  | Daveaua      |
|  |              |
|  | Coleostephus |
|  |              |

|  | Glossopappus |
|  |              |
|  | Mauranthemum |
|  |              |

|  | \| \| Daveaua \| \| \| \| \| \| Coleostephus \| \| \| \| |
|  |                                                          |
|  | Plagius                                                  |
|  |                                                          |
|  | Daveaua                                                  |
|  |                                                          |
|  | Coleostephus                                             |
|  |                                                          |

|  | Daveaua      |
|  |              |
|  | Coleostephus |
|  |              |

|  | Glossopappus |
|  |              |
|  | Mauranthemum |
|  |              |

|  | \| \| Daveaua \| \| \| \| \| \| Coleostephus \| \| \| \| |
|  |                                                          |
|  | Plagius                                                  |
|  |                                                          |
|  | Daveaua                                                  |
|  |                                                          |
|  | Coleostephus                                             |
|  |                                                          |

|  | Daveaua      |
|  |              |
|  | Coleostephus |
|  |              |

|  | Glossopappus |
|  |              |
|  | Mauranthemum |
|  |              |

|  | \| \| Daveaua \| \| \| \| \| \| Coleostephus \| \| \| \| |
|  |                                                          |
|  | Plagius                                                  |
|  |                                                          |
|  | Daveaua                                                  |
|  |                                                          |
|  | Coleostephus                                             |
|  |                                                          |

|  | Daveaua      |
|  |              |
|  | Coleostephus |
|  |              |

|  | Glossopappus |
|  |              |
|  | Mauranthemum |
|  |              |

|  | Heteromera |
|  |            |
|  | Otospermum |
|  |            |

|  | \| \| Daveaua \| \| \| \| \| \| Coleostephus \| \| \| \| |
|  |                                                          |
|  | Plagius                                                  |
|  |                                                          |
|  | Daveaua                                                  |
|  |                                                          |
|  | Coleostephus                                             |
|  |                                                          |

|  | Daveaua      |
|  |              |
|  | Coleostephus |
|  |              |

|  | Glossopappus |
|  |              |
|  | Mauranthemum |
|  |              |

|  | \| \| Daveaua \| \| \| \| \| \| Coleostephus \| \| \| \| |
|  |                                                          |
|  | Plagius                                                  |
|  |                                                          |
|  | Daveaua                                                  |
|  |                                                          |
|  | Coleostephus                                             |
|  |                                                          |

|  | Daveaua      |
|  |              |
|  | Coleostephus |
|  |              |

|  | Glossopappus |
|  |              |
|  | Mauranthemum |
|  |              |

|  | \| \| Daveaua \| \| \| \| \| \| Coleostephus \| \| \| \| |
|  |                                                          |
|  | Plagius                                                  |
|  |                                                          |
|  | Daveaua                                                  |
|  |                                                          |
|  | Coleostephus                                             |
|  |                                                          |

|  | Daveaua      |
|  |              |
|  | Coleostephus |
|  |              |

|  | Glossopappus |
|  |              |
|  | Mauranthemum |
|  |              |

|  | \| \| Daveaua \| \| \| \| \| \| Coleostephus \| \| \| \| |
|  |                                                          |
|  | Plagius                                                  |
|  |                                                          |
|  | Daveaua                                                  |
|  |                                                          |
|  | Coleostephus                                             |
|  |                                                          |

|  | Daveaua      |
|  |              |
|  | Coleostephus |
|  |              |

|  | Glossopappus |
|  |              |
|  | Mauranthemum |
|  |              |

|  | \| \| Daveaua \| \| \| \| \| \| Coleostephus \| \| \| \| |
|  |                                                          |
|  | Plagius                                                  |
|  |                                                          |
|  | Daveaua                                                  |
|  |                                                          |
|  | Coleostephus                                             |
|  |                                                          |

|  | Daveaua      |
|  |              |
|  | Coleostephus |
|  |              |

|  | Glossopappus |
|  |              |
|  | Mauranthemum |
|  |              |

|  | \| \| Daveaua \| \| \| \| \| \| Coleostephus \| \| \| \| |
|  |                                                          |
|  | Plagius                                                  |
|  |                                                          |
|  | Daveaua                                                  |
|  |                                                          |
|  | Coleostephus                                             |
|  |                                                          |

|  | Daveaua      |
|  |              |
|  | Coleostephus |
|  |              |

|  | Glossopappus |
|  |              |
|  | Mauranthemum |
|  |              |

|  | \| \| Daveaua \| \| \| \| \| \| Coleostephus \| \| \| \| |
|  |                                                          |
|  | Plagius                                                  |
|  |                                                          |
|  | Daveaua                                                  |
|  |                                                          |
|  | Coleostephus                                             |
|  |                                                          |

|  | Daveaua      |
|  |              |
|  | Coleostephus |
|  |              |

|  | Glossopappus |
|  |              |
|  | Mauranthemum |
|  |              |

|  | \| \| Daveaua \| \| \| \| \| \| Coleostephus \| \| \| \| |
|  |                                                          |
|  | Plagius                                                  |
|  |                                                          |
|  | Daveaua                                                  |
|  |                                                          |
|  | Coleostephus                                             |
|  |                                                          |

|  | Daveaua      |
|  |              |
|  | Coleostephus |
|  |              |

|  | Glossopappus |
|  |              |
|  | Mauranthemum |
|  |              |

I caratteri distintivi delle specie di questa sottotribù sono:
- il ricettacolo è privo di pagliette;
- il tessuto endoteciale non è polarizzato;
- l'indumento è fatto di peli basifissi;
- sono presenti dei condotti resiniferi.

Il numero cromosomico delle varie specie della sottotribù è: 2n=18. Alcuni generi sono poliploidi (Leucanthemum e Plagius).
Tempi di divergenza (milioni di anni - Ma) in base all'"orologio molecolare":
- Otospermum: 6,0 Ma.
- Daveaua : 5,5 Ma.
- Chlamydophora e Heteromera: 4,2 Ma.
- Coleostephus e Palgius: 3,8 Ma.
- Leucanthemum: 3,5 Ma.
- Glossopappus e Chrysanthoglossum: 2,2 Ma.
- Mauranthemum e Rhodanthemum: 2,0 Ma.

### Composizione della sottotribù
La sottotribù comprende 11 generi e 84 specie.
| Genere                                                   | N. specie                                                   | Distribuzione | Caratteri più significativi | Numeri cromosomici          | Fiori |
| -------------------------------------------------------- | ----------------------------------------------------------- | --- | --- | --------------------------- | ----- |
| Chlamydophora Ehrenb. ex Less., 1832                     | Una specie: Chlamydophora tridentata Ehrenb. ex Less., 1832 | Mediterraneo orientale (sia in Europa che in Asia e Africa) | Il portamento è erbaceo annuale. - I capolini sono di tipo discoide. - Gli acheni hanno dei canali di resina scura tra le coste. | 2n = 18                     |       |
| Chrysanthoglossum B.H.Wilcox, K.Bremer & Humphries, 1993 | 2                                                           | Africa settentrionale | L'indumento è assente o formato da peli basifissi. - Le ligule dei fiori del raggio sono colorate di giallo pallido. - Gli acheni sono dimorfi.                                                                                     | 2n = 18                     |       |
| Coleostephus Cass., 1826                                 | 3                                                           | Areale del Mediterraneo | Gli acheni all'apice sono provvisti di corte auricole. - Alla base gli acheni hanno un callo biancastro. | 2n = 18                     |       |
| Daveaua Willk. ex Mariz, 1891                            | Una specie: Daveaua anthemoides Mariz, 1891                 | Marocco, Portogallo e Spagna | Gli acheni dei fiori del raggio ai lati sono alati con denti apicali. - L'apice degli acheni è provvisto di auricole. |                             |       |
| Glossopappus Kunze, 1846                                 | Una specie: Glossopappus macrotus Briq. & Cavill., 1916     | Algeria, Marocco, Portogallo, Spagna e Tunisia | Le coste longitudinali degli acheni sono fuse in un callo basale. - Gli acheni sono provvisti di lunghe auricole. | 2n = 18                     |       |
| Heteromera Pomel, 1874</smal>                            | 2                                                           | Algeria, Libia e Tunisia | Gli acheni hanno 5 coste (3 laterali adassiali e 2 più deboli abassiali). - Nelle coste degli acheni sono presenti delle sacche resinose. - L'apice degli acheni è provvisto di una corona di 7-10 scaglie a forma obovata.         | 2n = 18                     |       |
| Leucanthemum Miller, 1754                                | 51                                                          | Europa, Nord Africa e nelle regioni temperate dell'Asia. In altre aree buona parte delle specie quivi presenti sono state introdotte (America, Australia e Nuova Zelanda). | Le foglie, sessili, hanno delle forme intere, dentato-seghettate o 3-pennatosette. - I fiori rimangono bianchi a maturità. - Gli acheni, con un callo basale, hanno 10 coste longitudinali.                                         | 2n = 18 (specie poliploidi) |       |
| Mauranthemum Vogt. & Oberpr., 1995                       | 4                                                           | Spagna e Africa mediterranea occidentale | Il lembo dei fiori del raggio è bianco con base gialla. - Gli acheni, lunghi 1 mm, hanno 10 coste longitudinali con condotti di resina fra le coste. - Le coste degli acheni alla base non sono fuse in un callo.                   | 2n = 18                     |       |
| Otospermum Willk., 1864                                  | Una specie: Otospermum glabrum (Lag.) Willk., 1864          | Algeria, Marocco, Portogallo, Spagna e Tunisia | Gli acheni sono caratterizzati da tre spesse coste (una adassiale e due laterali) più altre meno evidenti. - L'apice degli acheni è provvisto di un padiglione auricolare rigido.                                                   | 2n = 18 (specie poliploide) |       |
| Plagius L'Her. ex DC., 1838                              | 3                                                           | Africa mediterranea occidentale, Sardegna e Corsica | I fiori del raggio sono mancanti. - Queste piante possono arrivare fino a 1 metro di altezza. - La parte inferiore delle coste degli acheni è fusa in un callo.                                                                     | 2n = 18 (specie poliploidi) |       |
| Rhodanthemum B.H.Wilcox, K.Bremer & Humphries, 1993      | 15                                                          | Algeria, Marocco e Spagna | Le foglie sono lungamente picciolate con forme 1-3-pennatosette. - Il lembo dei fiori del raggio è bianco con macchie gialle alla base. - I fiori a maturità arrossiscono. - Gli acheni hanno 5-10 pronunciate coste a volte alate. | 2n = 18                     |       |

### Generi della flora spontanea italiana
Nella flora spontanea italiana sono presenti i seguenti generi di questo gruppo:
Coleostephus 
- Coleostephus myconis  (L.) Rchb.f. - Margherita gialla di Mikonos.
- Coleostephus paludosus  (Durieu) Alavi - Margherita palustre.

Leucanthemum
- Leucanthemum adustum (W.D.J.Koch) Gremli - Margherita westalpina
- Leucanthemum coronopifolium  Vill. – Margherita montana
- Leucanthemum gaudinii  Dalla Torre - Margherita di Gaudin
- Leucanthemum glaucophyllum  (Briq. & Cavill.) Jahand. - Margherita tetraploide
- Leucanthemum halleri  (Suter) Polatschek
- Leucanthemum heterophyllum  (Willd.) DC. - Margherita sudalpina
- Leucanthemum ircutianum  DC. - Margherita tetraploide
- Leucanthemum laciniatum  Huter, Porta & Rigo - Margherita digitata
- Leucanthemum ligusticum  Marchetti, R.Bernardello, Melai & Peruzzi - Margherita digitata
- Leucanthemum pachyphyllum  Marchi & Illum. - Margherita del serpentino
- Leucanthemum pallens  (J.Gay ex Perreym.) DC. - Margherita pallida
- Leucanthemum platylepis  Borbás - Margherita liburnica
- Leucanthemum tridactylites  (A.Kern. & Huter) Bazzich. - Margherita digitata
- Leucanthemum virgatum  (Desr.) Clos - Margherita discoidea
- Leucanthemum vulgare  Lam. - Margherita diploide

Mauranthemum
- Mauranthemum paludosum  (Poir.) Vogt & Oberpr. - Margherita di palude.